# Kate Godfrey
Kate Godfrey (* 7. Oktober 2003 in Scottsdale, Arizona) ist eine US-amerikanische Jungschauspielerin.

## Leben
Im Alter von neun Jahren spielte Godfrey eine tanzende Gabel in einer Homestead-Playhouse-Produktion von Beauty and the Beast. Sie sang die Nationalhymne bei den Playoffs der Arena Football League in Jacksonville, Florida und Albany, New York. 2019 spielte Godfrey in dem Revival der Nickelodeon-Show All Das mit, 2022 in Warped! sowie in einer als Crossover damit angelegten Folge von Side Hustle.

## Filmografie
- 2019–: All Das (All That, Fernsehserie, 8 Folgen)
- 2020: The Tonight Show (Fernsehserie, 1 Folge)
- 2020: Group Chat (Fernsehserie, 1 Folge)
- 2020: The All-Star Nickmas Spectacular (Fernsehspecial)
- 2021: Nickelodeon’s Unfiltered (Fernsehserie, 1 Folge)
- 2022: Warped! (Fernsehserie, 13 Folgen)
- 2022: Side Hustle (Fernsehserie, 1 Folge)
- 2024: Leading Man (Kurzfilm)
- 2025: Paradise (Fernsehserie)